# Фонд истории видеоигр
«Фонд истории видеоигр» (англ. Video Game History Foundation) — некоммерческий фонд, созданный в 2017 году по инициативе Фрэнка Чифальди для сохранения и документирования истории видеоигр.
По данным исследования, проведённого фондом совместно с Software Preservation Network в 2023 году, под угрозой исчезновения находятся около 87 % классических игр, выпущенных в США.

## История
Идея создания организации возникла после выступления Чифальди на Game Developers Conference в 2016 году, где он выразил обеспокоенность состоянием дел в области сохранения видеоигр. Проводя параллель с кинематографом, он отметил, что значительная часть фильмов, снятых до 1950 года, оказалась безвозвратно утеряна, и высказал опасения, что ранняя история видеоигр может постигнуть та же участь. По его словам, игровая индустрия недостаточно эффективно занимается сохранением своего наследия. При создании VGHF за образец была взята модель некоммерческой организации The Film Foundation, занимающейся сохранением фильмов.
Фонд был основан 27 февраля 2017 года, в тот же день организация провела совместную прямую трансляцию с IGN.
В 2023 году фонд анонсировал создание электронной библиотеки, которая предоставит свободный доступ к множеству материалов, посвящённых компьютерным играм. Её запуск планируется 30 января 2025 года.